# Fanny Cogan
Pour les articles homonymes, voir Cogan.
Fanny Hay Cogan est une actrice américaine de cinéma muet née à Philadelphie en 1866 et décédée au Lenox Hospital de New York le 18 mai 1929.
Originaire de Philadelphie, elle s’est fait connaître grâce à ses rôles au théâtre (The Bohemian Girl)  et au cinéma. Elle a ainsi joué dans  The Shell Game (1918), The Cross Bearer (1918), The Great Victory, Wilson or the Kaiser, the Fall of the Hohenzollerns (1919), The Woman of Lies (1919) et The Shadow of Rosalie Byrnes (1920).
Fanny Cogan a épousé le scénariste James P. Cogan.